# Denis Parsons Burkitt
Denis Parsons Burkitt (Enniskillen, 28 febbraio 1911 – Gloucester, 23 marzo 1993) è stato un patologo e chirurgo britannico.
Figlio di James Parsons Burkitt, decise inizialmente di seguire le orme del padre e di diventare ingegnere. Grazie all'influenza di uno zio, medico missionario in Kenya, si avviò invece allo studio della medicina.
Il suo nome è legato alla scoperta e alla definizione di una malattia nel 1957, in suo onore chiamata linfoma di Burkitt, mentre lavorava in Africa, dove si era trasferito nel 1946. Definì anche una correlazione tra la carenza di fibre alimentari e alcune malattie presenti nella sua Inghilterra, cosa che non riscontrava nella regione africana in cui visse dove l'alimentazione era ricca di fibre, ipotizzandone un ruolo come agente favorente la riduzione del colesterolo e come fattore protettivo nel carcinoma del colon-retto.
Nel 1972 vinse il Premio Lasker-DeBakey per la Ricerca Medica Clinica